# Tauno Nurmela
Tauno Kalervo Nurmela, född 4 september 1907 i Lappvesi, död 27 augusti 1985 i Åbo, var en finländsk filolog och universitetsman. Han var bror till finansministern Ilmo Nurmela.
Nurmela blev filosofie licentiat 1937. Han var 1949–1970 professor i romanska språk vid Åbo universitet, universitetets rektor 1960–1970 och dess kansler 1970–1975.
Nurmela utvecklade ett omfattande vetenskapligt och populärvetenskapligt författarskap samt publicerade sina memoarer under titeln Hei elämää (1967). Barndomsupplevelser från Karelen skildrade han i boken Suuri pieni maailma (1953, svensk översättning Med stora ögon, 1958). Han erhöll akademikers titel 1975. 

## Utmärkelser
Asteroiden 1696 Nurmela har fått sitt namn efter honom.